# Kiley McKinnon
Kiley McKinnon (* 1. September 1995 in New Haven, Connecticut) ist eine US-amerikanische Freestyle-Skierin. Sie startet in der Disziplin Aerials (Springen). Ihr größter Erfolg ist der Gewinn der Aerials-Disziplinenwertung in der Weltcupsaison 2014/15.

## Werdegang
McKinnon startete in der Saison 2011/12 im Nor-Am Cup. Dabei gewann sie fünf Wettbewerbe und belegte den ersten Platz in der Aerials-Disziplinenwertung. Im Weltcup debütierte sie am 20. Januar 2012 in Lake Placid und errang dabei den 15. Platz. Zwei Monate später holte sie bei den Juniorenweltmeisterschaften 2012 in Chiesa in Valmalenco die Bronzemedaille. Bei den Weltmeisterschaften 2013 in Voss kam sie auf den 14. Platz.
Zu Beginn der Saison 2014/15 erreichte McKinnon in Peking mit dem zweiten und dritten Platz ihre ersten Weltcup-Podestplatzierungen. Im weiteren Saisonverlauf belegte sie in Deer Valley und in Minsk den zweiten sowie in Moskau den dritten Platz. Bei den Weltmeisterschaften 2015 am Kreischberg gewann sie die Silbermedaille. Die Saison beendete sie auf dem dritten Platz im Gesamtweltcup, während sie die Aerials-Disziplinenwertung für sich entschied (ohne ein Springen gewonnen zu haben).
In der folgenden Saison 2015/16 kam McKinnon bei sechs Teilnahmen im Weltcup viermal unter die ersten Zehn, darunter Platz 3 in Peking, und errang zum Saisonende den sechsten Platz in der Aerials-Disziplinenwertung. In der Saison 2016/17 errang sie den neunten Platz in der Aerials-Disziplinenwertung. Dabei belegte sie in Deer Valley den zweiten Platz. Beim Saisonhöhepunkt, den Weltmeisterschaften 2017 in der Sierra Nevada, wurde sie Vierte. Der erste Weltcupsieg gelang ihr am 6. Januar 2018 in Moskau.

## Erfolge

### Olympische Spiele
- Pyeongchang 2018: 10. Aerials

### Weltmeisterschaften
- Voss 2013: 14. Aerials
- Kreischberg 2015: 2. Aerials
- Sierra Nevada 2017: 5. Aerials

### Weltcupwertungen
| Saison  | Gesamt | Gesamt | Aerials | Aerials |
| Saison  | Platz  | Punkte | Platz   | Punkte  |
| ------- | ------ | ------ | ------- | ------- |
| 2011/12 | 106.   | 5      | 21.     | 52      |
| 2012/13 | 52.    | 24     | 10.     | 166     |
| 2013/14 | 70.    | 18     | 15.     | 88      |
| 2014/15 | 3.     | 58     | 1.      | 407     |
| 2015/16 | 27.    | 37     | 6.      | 222     |
| 2016/17 | 33.    | 31,29  | 9.      | 219     |
| 2017/18 |        |        | 8.      | 179     |

### Weltcupsiege
McKinnon errang im Weltcup bisher 8 Podestplätze, davon 1 Sieg:
| Datum          | Ort    | Land     |
| -------------- | ------ | -------- |
| 6. Januar 2018 | Moskau | Russland |

### Nor-Am Cup
- Saison 2011/12: 1. Aerials-Disziplinenwertung
- 7 Podestplätze, davon 5 Siege

### Weitere Erfolge
- Juniorenweltmeisterschaften 2012: 3. Aerials